# United Productions of America
United Productions of America (UPA) va ser un estudi d'animació nord-americà, que va sorgir després de la vaga del 1941 quan animadors de la Disney van decidir marxar dels estudis, ja que no satisfeien les seves necessitats artístiques. L'UPA va estar actiu des de 1940 fins a 1970. En els seus inicis, coincidint amb la Segona Guerra Mundial, van començar a produir pel·lícules i puntualment se centraven en obres de teatres i curtmetratges principalment per Columbia Pictures. Entre els seus personatges principals trobem a en Míster Magoo. Més tard va firmar un contracte amb la companyia japonesa Toho Studios.
United Productions of America va tenir un impacte significatiu sobre l'estil d'animació, contingut i tècnica, sobretot la tècnica d'animació limitada. Les seves innovacions i el seu estil original va ser reconegut i adaptat per altres grans estudis d'animació.

## Història
UPA va ser fundat al voltant de l'any 1941, quan diversos animadors dels estudis Walt Disney van decidir anar-se'n de la companyia. Entre ells hi havia John Hubley, que se sentia disconforme amb l'estil ultra realista d'animació que els estudis Disney havien consolidat. Hubley influenciat per l'obra de Chuck Jones, va promoure la idea que l'animació no necessitava ser un procés per imitar la realitat, sinó que podien seguir-se els interessos artístics i creatius per fer animació. Chuck Jones, en 1942 amb els dibuixos animats "The Dover Boys" va demostrar que l'animació es podia experimentar lliurement respecte al disseny dels personatges, la profunditat i la perspectiva per crear una visió artística de l'animació.

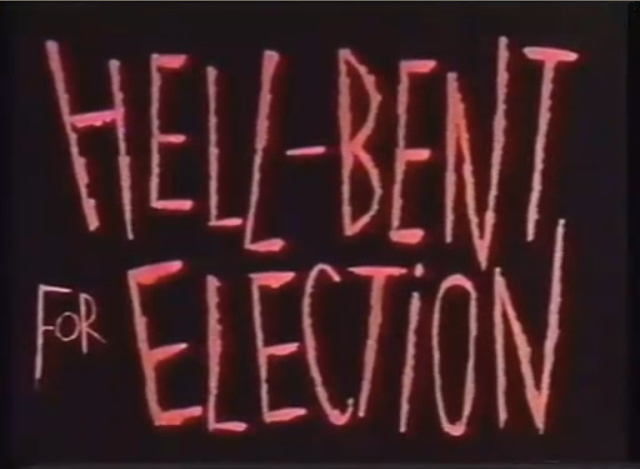
Propaganda de la campanya de reelecció de Franklin Delano Roosevelt

Hubley juntament amb animadors com Stephen Bosustow, Zachary Schwartz, Robert "Bobe" Cannon i David Hilberman van crear Industrial Films and Poster Service on podien exposar i implementar les seves idees sobre l'animació i els processos artístics, produint pel·lícules d'animació amb llibertat per expressar idees de disseny radical allunyats dels altres estudis. Tot això va succeir durant la Segona Guerra Mundial i aquest petit estudi necessitava ingressos, d'aquesta forma, van treballar amb el govern fent propaganda.
El seu primer curtmetratge va ser Hell-Bent for Election en 1944, que promovia la reelecció de Franklin Delano Roosevelt, dirigit per Chuck Jones. El curtmetratge va tenir èxit i va donar fama a l'estudi, que es va passar a anomenar-se United Productions of America. En 1945 la pel·lícula “Brotherhood of Man”, dirigida per Robert Cannon, va ser un nou èxit, ja que, feia un al·legat en favor a la tolerància racial de les persones. La proposta va ser pionera en els missatges i a més, el seu disseny era tot el contrari a les propostes de produccions que es feien fins al moment.
Els contractes de United Productions of America amb el govern dels Estats Units per produir animació, es van evaporar ràpidament quan l'FBI va començar a investigar les activitats comunistes en Hollywood a finals de 1940. Hollywood, al final d'aquesta dècada, va patir els efectes del maccarthisme o cacera de bruixes del senador Joseph McCarthy, això va fer que, alguns membres de l'UPA fossin acomiadats, com per exemple Phil Eastman, Millard Kaufman i John Hubley.

### United Productions of America i Columbia Pictures
Un cop acabada la Segona Guerra Mundial, el futur de l'UPA era incert, ja que, no feien la propaganda per al govern. A més, van haver de buscar noves vies de subsistència, i es van veure obligats a fer curtmetratges, encara que aquest sector estava explotat pels estudis de Hollywood i hi havia molta competència.
United Productions of America va firmar un contracte amb Columbia Pictures, ja que, aquests últims no estaven satisfets amb el resultat dels seus estudis d'animació Screen Gems. Els animadors de l'UPA van realitzar els dibuixos i van aplicar els seus conceptes estilístics pels personatges de Columbia a partir de 1948. L'aplicació dels criteris estilístics als personatges de The Fox and the Crow Robin Hoodlum i The Magi Fluke van ser nominada als Òscars dins del millor film d'animació. Aquest fet, va fer que la Columbia els concedís el permís perquè els estudis d'animació creessin personatges nous. D'aquesta forma, van donar vida a Mr. Magoo, que va aparèixer per primer cop a Ragtime Bear (1949). Donat el seu èxit va passar a ser el personatge estrella de l'UPA, gràcies al seu estil únic i per innovar allunyant-se dels personatges que acostumaven a ser de gats, ratolins o conills que parlaven fent un personatge humà. La utilització d'aquest personatge, en els seus curtmetratges "When Magoo Flew"" (1953) i "Magoo's Puddle Jumper" (1955) els va portar a guanyar dos Òscars. Mesos més tard, l'UPA va anotar un nou èxit amb Gerald McBoing Boing, que va guanyar un Òscar en 1951. D'aquesta forma, les propostes de l'UPA van rebre un total de quinze nominacions als Òscars entre 1949 i 1959.
L'estil característic de l'UPA va influir en els canvis significatius d'altres grans estudis d'animació com la Warner Bross i Disney. D'aquesta forma es va començar una nova etapa en l'animació guiada per l'experimentació, que s'havia d'adaptar a moviments socials i artístics. Encara això, les pressions polítiques que queien sobre Columbia Pictures, respecte a les acusacions a John Hubley de pertànyer a grups comunistes van fer que deixés a 1952 la direcció l'UPA per passar a Stephen Bosustow.

### UPA i la televisió
En 1955, Steve Bosustow va assegurar un contracte CBS amb UPA per produir una sèrie de televisió: Boing Boing-Mostrar aka The Gerald McBoing Boing Show, que es va estrenar al desembre de 1956. Aquesta sèrie va portar una gran varietat d'estils, i sobretot, l'entrada de nous membres talentosos com Ernerst Pintoff, Fred Crippe, Jimmy Murakami, Mel Leven, entre d'altres, a l'UPA. Encara que la proposta no va tenir l'èxit esperat i va desaparèixer en 1958.
Donat els problemes econòmics dels estudis, Stephen Bosutow va vendre l'estudi UPA a Henry G. Sperstein, qui va centrar l'estudi a la televisió per poder sostenir-se.Van adaptar el personatge de Mr. Magoo a la televisió i van crear una serie basada en el còmic de Dick Tracy per fer-se lloc al mercat televisiu. L'UPA es va veure obligat a accelerar el ritme de treballar i això va fer que la seva qualitat i reputació com a innovador artístic caigués.
L'estil d'animació limitada d'UPA va ser adaptat per altres estudis d'animació, sobretot pels estudis d'animació de televisió com Hanna-Barbera Productions. Aquest nou estil d'animació va fer que la televisió s'omplís ràpidament de cartoons de baix pressupost i fàcils de realitzar. El que havia sigut un procediment de mesura de reducció de despeses va acabar sent un canvi artístic. Això va fer que els orígens de l'UPA per ampliar els límits i crear una nova forma d'art, caiguessin ja que, es basaven en dibuixos de poc pressupost cosa que va fer que els productes es tornessin bàsics.
En el moment brillant de l'UPA en la televisió va arribar Mister Magoo Navidad (1962) que va inspirar als següents treballs de Magoo a la televisió en 1964.

### Abandonament i Toho Studios
Saperstein va mantenir l'UPA a la dècada de 1960, fins que en 1970 va tancar permanentment l'estudi d'animació i va vendre la biblioteca de cartoons de l'UPA, encara que l'estudi va mantenir les llicències i drets en Mr.Magoo, Gerald McBoing-Boing i altres personatges. Això va portar a la contractació de United Productions of America amb DePatie-Freleng Enterprises Studios per produir una nova serie de dibuixos animats: What's New Mr.Magoo? (1977)

United Productions of America i Toho: Godzilla

En 1970, Saperstein va portar UPA en un contracte amb els estudis Toho Studios de japó per distribuir a Estats Units. A més durant els anys 70 i 80, va mantenir la seva popularitat, ja que, es va crear un nou mercat amb pel·lícules de monstres ("Kaiju"), que va fer que tingués un gran èxit entre les audiències més joves. En 1980, Toho Studios va començar a produir una nova generació de pel·lícules de monstres, començant amb Godzilla (1985). United Prodructions of America es va aprofitar del seu contracte amb Toho Studios per introduir les noves propostes kaiju al món occidental.
Donat l'associació de United Production of America smb Toho Studios, l'UPA es va deslligar amb els seus inicis dels dibuixos animats. Encara això, el llegat d'UPA és un capítol important en la història de l'animació dels Estats Units. El contracte també va donar lloc a la producció de Saperstein al primer llargmetratge de Woody Allen What's Up, Tiger Lily?

### DreamWorks Animation
Henry Saperstein va morir en 1998. En 2000 la seva família va vendre l'UPA a Classic Media. El 23 de juliol de 2012, DreamWorks va comprar Classic Media per 155 $ milions, d'aquesta forma l'UPA és, ara, propietat de DreamWorks Animation. Columbia Pictures va conservar els drets d'explotació dels llargmetratges de l'UPA per a la pantalla gran, mentre que la Classic Media tenia la propietat dels dibuixos animats de televisió dels estudis.

## Filmografia
| 1948 | Robin Hoodlum |
| 1949 | The Magic Fluke The Ragtime Bear |
| 1950 | Punchy DeLeon Spellbound Hound The Miner’s Daughter Giddyap Trouble Indemnite The Popcorn Story Bungled Bungalow |
| 1951 | Gerald McBoing Boing The Family Circus Barefaced Flaltfoot Georgie and the Dragon Fuddy Duddy Buddy Wonder Gloves Grizzly Golfer |
| 1952 | The Oompahs Sloppy Jalopy Rooty Toot Toot The Dog Snatcher Willie the Kid Pink and Blues Blues Pete Hothead Hotsy Footsy Madeline Captauns Ourtrageous                                                                                      |
| 1953 | Little Boy with a Big Horn The Emperor’s New Clothes Safety Spin Christopher Crumpet The Gerald McBoing Boing Symphony Magoo’s Masterprice The Unicorn in the Garden Magoo Slept Here The Tell-Tle-Heart                                    |
| 1954 | Bringing Up Mother Ballet-Oop Magoo Goes Skiing The Man on the Flying Trapeze Fudget’s Budget Kangaroo Courting How Now Boing Boing Destination Mgoo Frosty the Snowman Pump Trouble                                                        |
| 1955 | When Magoo Flew Spare the Child Four Wheels and No Brake Magoo’s Check-up Baby Boogie Magoo’s Express Madcap Magoo Christopher Crumpet’s Playmate Stage Door Magoo Rise of Duton Lang Magoo Makes News The Invisble Moustache of Raoul Dufy |
| 1956 | Gerald McBoing Boing on Planet Moo Magoo’s Canine Mutiny Magoo Goes West Calling Dr.Magoo The Jaywalker Magoo Beats the Heat Magoo’s Puddle Jumper Trailblazer Magoo Magoo’s Problem Child Meet Mother Magoo                                |
| 1957 | Magoo Goes Overboard Matador Magoo Magoo Breaks Par Magoo’s Glourious Fourth Magoo’s Masquerade Magoo Save the Bank Rockhound Magoo Magoo’s Moose Hunt Magoo’s Private War                                                                  |
| 1958 | Tress and Jamaica Daddy Saillind and the Village Bnad Magoo’s Ypung Manhood Scoutmaster Magoo The Explosive Mr.Magoo Magoo’s Three-Point Landing Magoo’s Cruise Love Comes to Magoo Spring and Saganaki Gumshoe Magoo                       |
| 1959 | Bwana Magoo Picnics Are Funs and Dino’s Serenade Magoo’s Homecoming Merry Minstrel Magoo Magoo’s Lodge Brother Terror Faces Magoo |

### Llargmetratges nominats i premiats alsÒscar
| 1948 | Robin Hoodlum                                                          | Nominada a un Òscar                                           |
| 1949 | The Magic Fluke                                                        | Nominada a un Òscar                                           |
| 1950 | Trouble Indemnity                                                      | Nominada a un Òscar                                           |
| 1951 | Gerald McBoing Boing                                                   | Guanyadora d'un Òscar                                         |
| 1952 | Rooty Toot Toot Pink and Blues Blues Madeline                          | Nominada a un Òscar Nominada a un Òscar                       |
| 1953 | Christopher Crumpet The Tell-Tale Heart                                | Nominada a un Òscar Nominada a un Oscar                       |
| 1955 | When Magoo Flew                                                        | Guanyadora d'un Òscar                                         |
| 1956 | Gerald McBoing Boing on Planet Moo The Jaywalker Magoo’s Puddle Jumper | Nominada a un Òscar Nominada a un Òscar Guanyadora d'un Òscar |
| 1958 | Tress and Jamaica Daddy                                                | Nominada a un Òscar                                           |

## Llegat
United Productions of America a la història de l'animació, actualment, s'ha vist perjudicada per l'èxit comercial dels grans estudis com Warner Brothers i Walt Disney Pictures. Encara això, els estudis UPA van tenir un impacte significatiu en l'animació, tant pel seu estil com per les seves innovacions, que van ser adoptades i reconegudes per altres grans estudis d'animació. Van ser pioners en la tècnica de l'animació limitada, tècnica molt utilitzada entre 1960 i 1970 per abaratir despeses i que a més es va pensar com una alternativa per la tendència de recrear un realisme en les pel·lícules d'animació. Aquesta tècnica es caracteritza per línies fines o inexistent pels contorns i per l'aplicació de colors sòlids i no convencionals. A més, no tenien un tipus d'estructura convencional, prescindia de músiques comercials i utilitzaven el jazz, per tant, feien productes originals i nous.

## Llançaments de DVD
ClassicMedia/SonyWonder va començar a emetre la serie Mr.Magoo en DVD en 2001. En 2011, Shout! Factory va donar a conèixer en Mr.Magoo: The television Collection que hi contenia una col·lecció de totes les produccions de televisió d'aquest personatge. En 2013, es va donar a conèixer la col·lecció Mr. Magoo Theatrical Collection que conté tots els curtmetratges de teatre i a més hi ha el llargmetratge de "1001 Arabian Nights" (film que Columbia Pictures no va emitir, donat la baixa qualitat de United Productions of America, que estava tenint en aquella época). El conjunt es va crear perquè el llançament fos el 14 de febrer de 2012, però es va endarrerir primer fins al juny, després a desembre, fins que, finalment, es va llençar en 2013, ja que, els curts van ser restaurats a partir de fonts d'alta qualitat.